# Luigi Spandre
Luigi Spandre (Caselle Torinese, 20 giugno 1853 – Asti, 1º aprile 1932) è stato un vescovo cattolico italiano.
È stato vescovo di Asti tra il 12 giugno 1909 ed il 1932, principe della Chiesa di Asti.

## Biografia

### Il prete predicatore
Al termine delle scuole comunali frequentò il ginnasio presso il Collegio Don Bosco a Torino dove non passò inosservato al suo fondatore. Sentita la vocazione sacerdotale, lasciò il collegio salesiano per frequentare il seminario filosofico di Chieri.
Da Chieri passò a Torino per completare la sua preparazione ecclesiastica e il 28 maggio 1876, ricevette gli ordini minori.
Il 23 settembre 1876 venne ordinato suddiacono, il 17 marzo 1877 diacono ed il 26 maggio dello stesso anno sacerdote.
Nel luglio 1877 si laureò in Teologia e venne destinato come viceparroco a Casanova di Carmagnola e Lombriasco. In seguito divenne coadiutore della parrocchia di San Gioacchino a Torino.
Il 18 dicembre 1881 venne nominato parroco della frazione di La Longa a Poirino.
Il 22 settembre 1887 succedette al teologo Maurizio Arpino quale predicatore di esercizi spirituali. Organizzò in quel periodo circoli ed associazioni cattoliche, promosse il catechismo e l'oratorio per i ragazzi, ritiri spirituali per operai e donne cattoliche.
Il 31 dicembre 1896 in collaborazione con altri nove parroci di Torino fondò il settimanale Democrazia Cristiana.
Nel 1899 il cardinale Agostino Richelmy, arcivescovo di Torino, propose alla Santa Sede Luigi Spandre come vescovo ausiliare.
La consacrazione avvenne il 28 ottobre nella chiesa dei Santi Pietro e Paolo ad opera del cardinale Richelmy, assistito da Giuseppe Francesco Re, vescovo di Alba, e Giovanni Battista Bertagna, vescovo ausiliare di Torino.
La consacrazione di Luigi Spandre avvenne in un periodo in cui la città di Torino era considerata per antonomasia la "città rossa", ma il neo-vescovo organizzò seminari, processioni e cortei creando un grande gruppo di proletariato cattolico.

### Vescovo di Asti
(Papa Pio X nell'udienza con Luigi Spandre, 1909)
Il 12 giugno 1909 Luigi Spandre venne nominato vescovo di Asti; al suo arrivo, il 24 ottobre, venne accolto da acclamazioni da parte dei cattolici astigiani e dure contestazioni ad opera degli anticlericali.
Il periodico locale "Il Cittadino", riportò che il vescovo così commentò l'evento:
Al termine della giornata, i feriti furono circa una quindicina. Il giorno dopo, la giunta Municipale, pubblicò una dichiarazione dove prendeva le distanze dalle contestazioni ed auspicava un dialogo educato, rispettoso e civile sulla libertà di pensiero.
Durante il suo episcopato, Luigi Spandre aderì alle linee programmatiche di Pio XI con la nascita dei consigli parrocchiali e la costituzione delle quattro organizzazioni alla base dell'Azione Cattolica: Federazione Uomini Cattolici, Federazione Giovani Cattolici, Federazione Donne Cattoliche e Federazione Giovani Cattoliche.
Nel primo periodo fascista degli anni Trenta, con lo scioglimento di ogni partito, associazione o sindacato, l'Azione Cattolica fu l'unica organizzazione non di regime che resistette, anche grazie alla ferma opposizione del pontefice che con la famosa lettera "Non abbiamo bisogno", investì i vescovi italiani in prima persona alla tutela delle organizzazioni cattoliche diocesane.
Monsignor Spandre fu uno degli esponenti di maggior spicco nel mantenere un contatto capillare con tutti i gruppi cattolici esistenti. Questo permise di limitare al minimo i danni e anzi, dopo alcuni anni le associazioni cattoliche invertirono la tendenza, aumentando le proprie unità.
Ad Asti, infatti, nel 1932 l'Unione Uomini passò da 29 gruppi a 38, l'Unione Donne mantenne i 53, la Gioventù Maschile passò da 30 a 34 e la Gioventù Femminile da 25 a 51.
Il vescovo Luigi Spandre, considerato uno dei padri dell'Azione Cattolica moderna, morì il 1º aprile 1932, alle ore 12,10 nel palazzo vescovile.

## Genealogia episcopale e successione apostolica
La genealogia episcopale è:
- Cardinale Scipione Rebiba
- Cardinale Giulio Antonio Santori
- Cardinale Girolamo Bernerio, O.P.
- Arcivescovo Galeazzo Sanvitale
- Cardinale Ludovico Ludovisi
- Cardinale Luigi Caetani
- Cardinale Ulderico Carpegna
- Cardinale Paluzzo Paluzzi Altieri degli Albertoni
- Papa Benedetto XIII
- Papa Benedetto XIV
- Cardinale Enrico Enriquez
- Arcivescovo Manuel Quintano Bonifaz
- Cardinale Buenaventura Córdoba Espinosa de la Cerda
- Cardinale Giuseppe Maria Doria Pamphilj
- Papa Pio VIII
- Papa Pio IX
- Cardinale Gustav Adolf von Hohenlohe-Schillingsfürst
- Arcivescovo Salvatore Magnasco
- Cardinale Gaetano Alimonda
- Cardinale Agostino Richelmy
- Vescovo Luigi Spandre

La successione apostolica è:
- Vescovo Francesco Maria Franco (1919)